# Уэкснерский центр искусств
Уэкснерский центр искусств (англ. Wexner Center for the Arts) — образовательный центр и художественная галерея современного искусства при Университете штата Огайо в Колумбусе (Огайо, США). Центр был открыт в ноябре 1989 года и назван в честь отца Лесли «Лес» Векснера, основателя компании Limited Brands (сейчас Bath & Body Works, Inc.), который был основным спонсором центра.

## История
Предшественником центра была Галерея изящных искусств университета, куратором которой был директор по изобразительному искусству университета. В 1970 году под руководством директора Бетти Коллингс галерея начала принимать крупных современных художников и приобретать коллекцию. В 1980-х годах Джонатан Грин стал собирать искусство, выражавшее современный активизм. Последней выставкой галереи была «СПИД: ответ художников» в 1989 году.
Центр был назван в честь отца Лесли Векснера, председателя Limited Brands, уроженца Огайо и выпускника Университета штата Огайо, который пожертвовал 25 млн долларов на проект. Открылся 17 ноября 1989 года. Это событие было воспринято The New York Times как «одно из самых долгожданных архитектурных событий последнего десятилетия». В 2002—2005 годы была проведена реконструкция здания.

## Описание
Уэкснерский центр искусств — это лаборатория и публичная галерея, но не художественный музей. Центр не собирает произведения искусства. Однако, он заменил прежнюю университетскую Галерею изящных искусств и принял постоянную коллекцию галереи, насчитывающую около 3 тысяч произведений искусства. Коллекция играет второстепенную роль в программах центра в области визуального, медийного и исполнительского искусства. Центр доступен для изучения студентам и учёным Университета и открыт для публики.

## Галерея
- Вход в Центр
- Интерьер с работой Синди Шерман
- Интерьер